# Navy-Marine Corps Memorial Stadium
Navy-Marine Corps Memorial Stadium är en utomhusarena som ligger på området för officershögskolan United States Naval Academy i Annapolis, Maryland i USA. Den har en publikkapacitet på 34 000 åskådare. Utomhusarenan ägs av Naval Academy Athletic Association. Den används primärt av idrottslagen tillhörande officershögskolan.
Utomhusarenan uppfördes mellan 1958 och den 26 september 1959. 2004 genomgick den en större renovering.
Den 3 mars 2018 spelades det ishockey på Navy-Marine Corps Memorial Stadium när den nordamerikanska ishockeyligan National Hockey League (NHL) arrangerade NHL Stadium Series. De som möttes var amerikanska Washington Capitals och det kanadensiska Toronto Maple Leafs. Matchen slutade 5-2 till fördel för Capitals.